# Galium velenovskyi
Galium velenovskyi är en måreväxtart som beskrevs av Ancev. Galium velenovskyi ingår i släktet måror, och familjen måreväxter.
Artens utbredningsområde är Bulgarien. Inga underarter finns listade i Catalogue of Life.